# Nam Tau Sha
Nam Tau Sha (kinesiska: 銀線灣, 银线湾) är en vik i Hongkong (Kina). Den ligger i den nordöstra delen av Hongkong.